# Очиров, Бокто Очирович

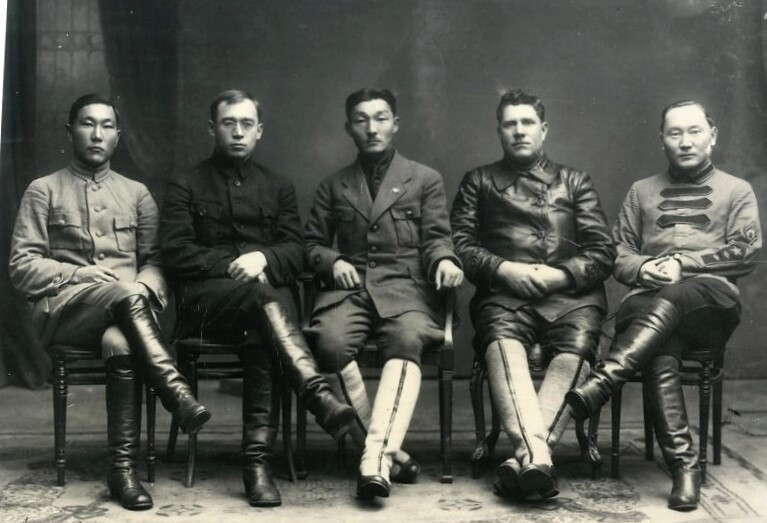
Группа делегатов І Всесоюзного съезда советов от Калмыцкой Автономной области. Бокто Очиров справа.

Бокто Очирович Очиров (1887, Зюнгарский аймак, Астраханская губерния — 16 января 1938, Сталинград) — калмыцкий и советский хозяйственный, государственный и политический деятель.

## Биография
Бокто Очирович Очиров родился в 1887 году. Начальное образование получил в сельской школе, где учился в течение трех лет. Затем поступил в двухклассное Калмыцкое училище, которое успешно окончил через два года. В течение одиннадцати лет работал в сельском хозяйстве.
В 1918 году Бокто Очиров был назначен членом Зюнгаровского аймачного исполкома. В феврале 1921 года вступил в ВКП(б) и уже в мае того же года занял должность председателя Икицехуровского улусного исполкома, на которой проработал до 1923 года. С марта 1923 по май 1924 года исполнял обязанности заместителя председателя Калмыцкого облисполкома.
С июня 1924 года Бокто Очиров руководил земельным отделом Калмыцкого облисполкома, однако в июне 1925 года подал в отставку. Впоследствии, с 1 декабря 1926 года, вернулся на прежнюю должность. 13 января 1928 года был утвержден бюро Калмыцкого обкома ВКП(б) на должность уполномоченного Нижневолжской краевой конторы ВО «Овцевод» по Калмыцкой области.
С марта 1929 года снова занял пост заместителя председателя Калмыцкого облисполкома. Бокто Очиров организовал коневодческий колхоз № 8 и пригласил из Ростовской области знаменитых коннозаводчиков Амнинова и Лузганова. Впоследствии конезавод был переименован в совхоз Троицкий, а затем — в совхоз имени М. И. Калинина. В настоящее время это поселок Овата в Целинном районе Республики Калмыкия.
Кроме того, Бокто Очиров был редактором газеты «Улан баhчуд» Калмыцкого обкома ВЛКСМ. В январе 1934 года был назначен председателем бюро легких кавалерийских отрядов при Калмыцком обкоме ВЛКСМ. До 1937 года он также занимал должность директора известкового и кирпичного заводов в городе Элиста.

## Арест
В 1937 году арестован НКВД по сфабрикованному делу об участии в контрреволюционной троцкистско-зиновьевской буржуазно-националистической организации. В январе 1938 транспортирован в Сталинград, 16.01 выездной сессией ВК ВС СССР был приговорен к высшей мере наказания. Расстрелян в ночь на 17 января 1938 года.
Его сын, Долан, также подвергся репрессиям.